# Walter Rieche

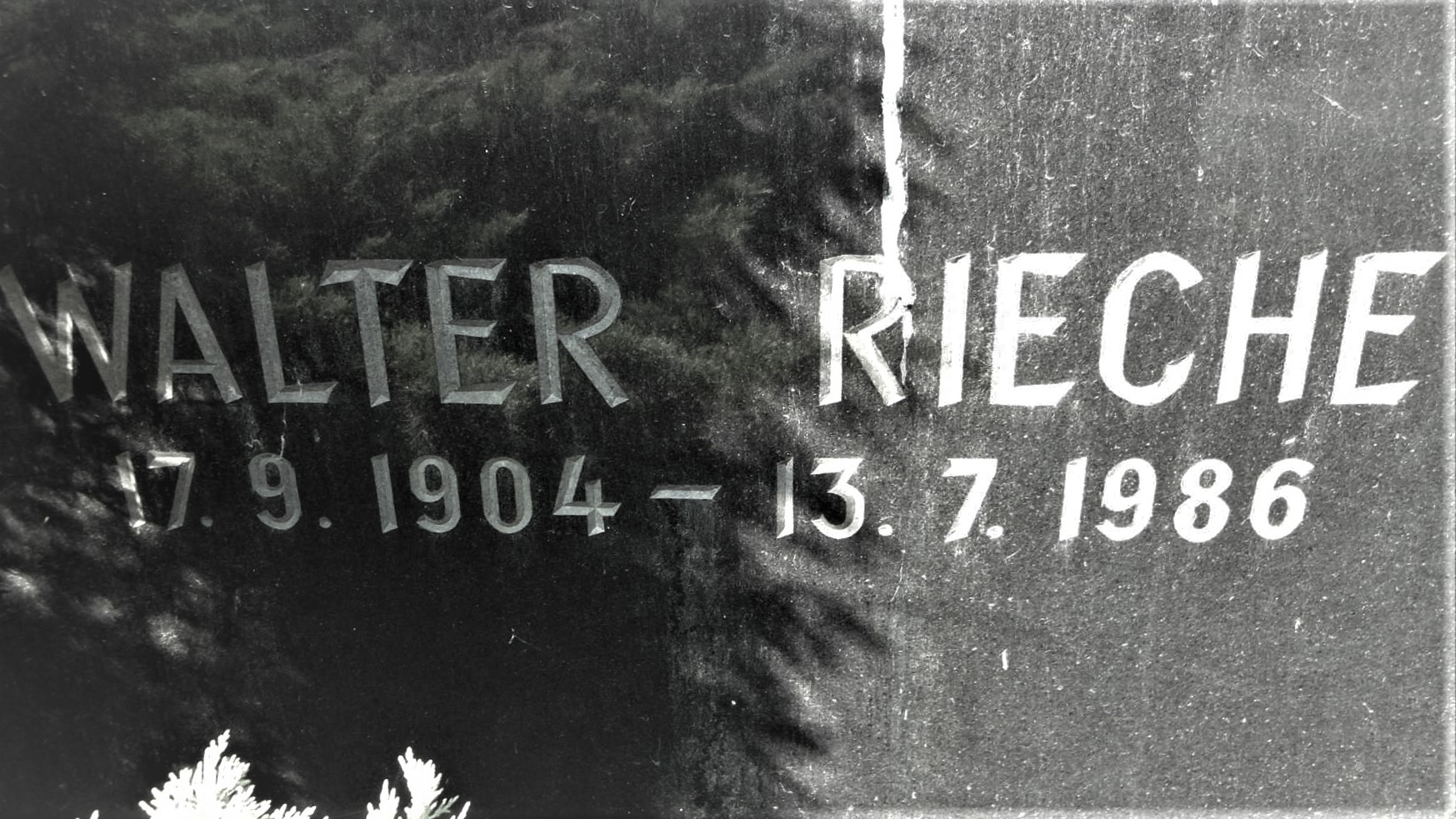
Walter Rieches Grabstein in Bernburg

Walter Rieche (* 17. September 1904 in Bernburg (Saale); † 13. Juli 1986 ebenda) war ein deutscher Apotheker und Inhaber der Chemischen Fabrik „Dr. A. Rieche & Co. GmbH“ in Bernburg.

## Leben und Familie
Walter Rieche war der Sohn des promovierten Chemikers und Fabrikbesitzers Karl Louis Berthold Alfred Rieche (1868–1929) und dessen Ehefrau Margarete Julie Fanny (genannt Grete), geb. Baum (1880–1904); er wuchs in Bernburg auf. Seine Mutter verstarb kurz nach seiner Geburt an dem damals noch nahezu unheilbaren Kindbettfieber. Der Vater Alfred heiratete danach Käte Rieche, geb. Bechmann (1884–1965), aus dieser Ehe ging die Tochter Ilse Rieche hervor, die später zusammen mit ihrem Ehemann die selbständige Samenzüchterei Meisert in Könnern (Saale) mit einer Verkaufsfiliale in Bernburg betrieb. Walter Rieches älterer Bruder war Alfred Rieche, Industriechemiker und Professor.
Die Familie Rieche lebte zunächst in Dortmund und siedelte 1903 nach Bernburg (Saale) um, wo der Vater Alfred Rieche hier 1903/1904 seine eigene Chemische Fabrik „Dr. A. Rieche & Co. GmbH“ gründete. In den Jahren 1907/1908 ließ dieser am Ende der Wettiner Straße die Produktions- und Verwaltungsgebäude seiner Chemischen Fabrik und das Wohnhaus für seine Familie errichten.
Walter Rieche besuchte das Bernburger Karls-Realgymnasium und studierte ab 1923 an der Universität Erlangen im Hauptfach Pharmazie und im Nebenfach Chemie. Gegen Ende seines Studiums verstarb sein Vater plötzlich an einer Blinddarmerkrankung. Rieche übernahm daher ab 1929 im Alter von knapp 25 Jahren die Verantwortung für die väterliche Fabrik.
Rieche war bis zu deren Tod mit Marga Rieche (1912–1952) verheiratet, das Ehepaar hatte die Kinder Gudrun Rieche (* 1941), verh. Neumann, und Gunnar Rieche. In zweiter Ehe heiratete er Grete Rieche, ihre gemeinsamen Kinder sind Ute Rieche (* 1962) und Beate Rieche (* 1965).
Zur Bernburger Familie Rieche gehört auch Helmut Rieche, der nach der deutschen Wiedervereinigung hier 18 Jahre als Oberbürgermeister wirkte.
Rieche wurde in der Familiengrabstätte Rieche des Bernburger Friedhofs Parkstraße beerdigt, die sich direkt im Eingangsbereich des Friedhofs links an der Friedhofsmauer befindet.

## Das Unternehmen

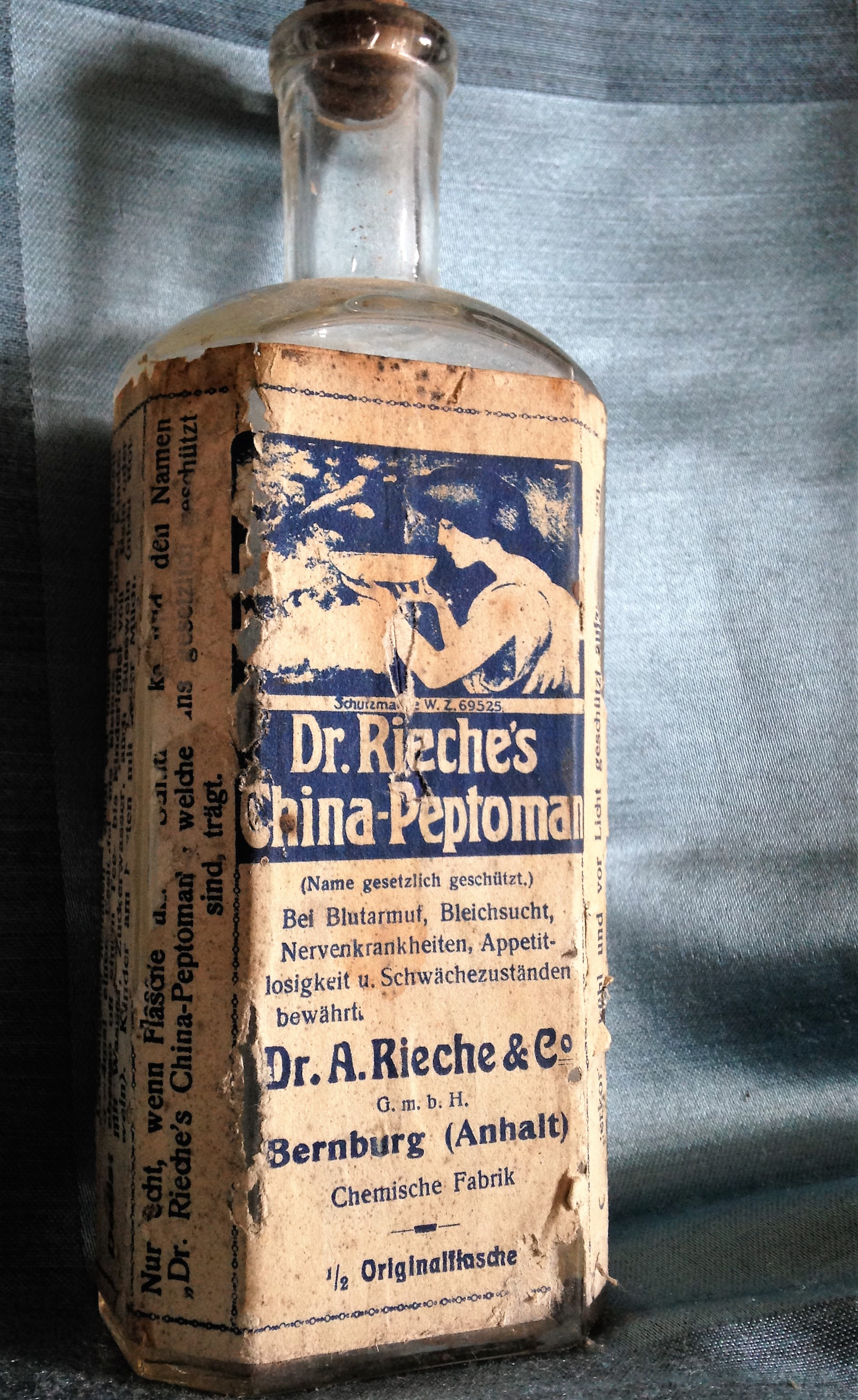
Dr. Rieche's China-Peptoman (Flasche, Seite 1)

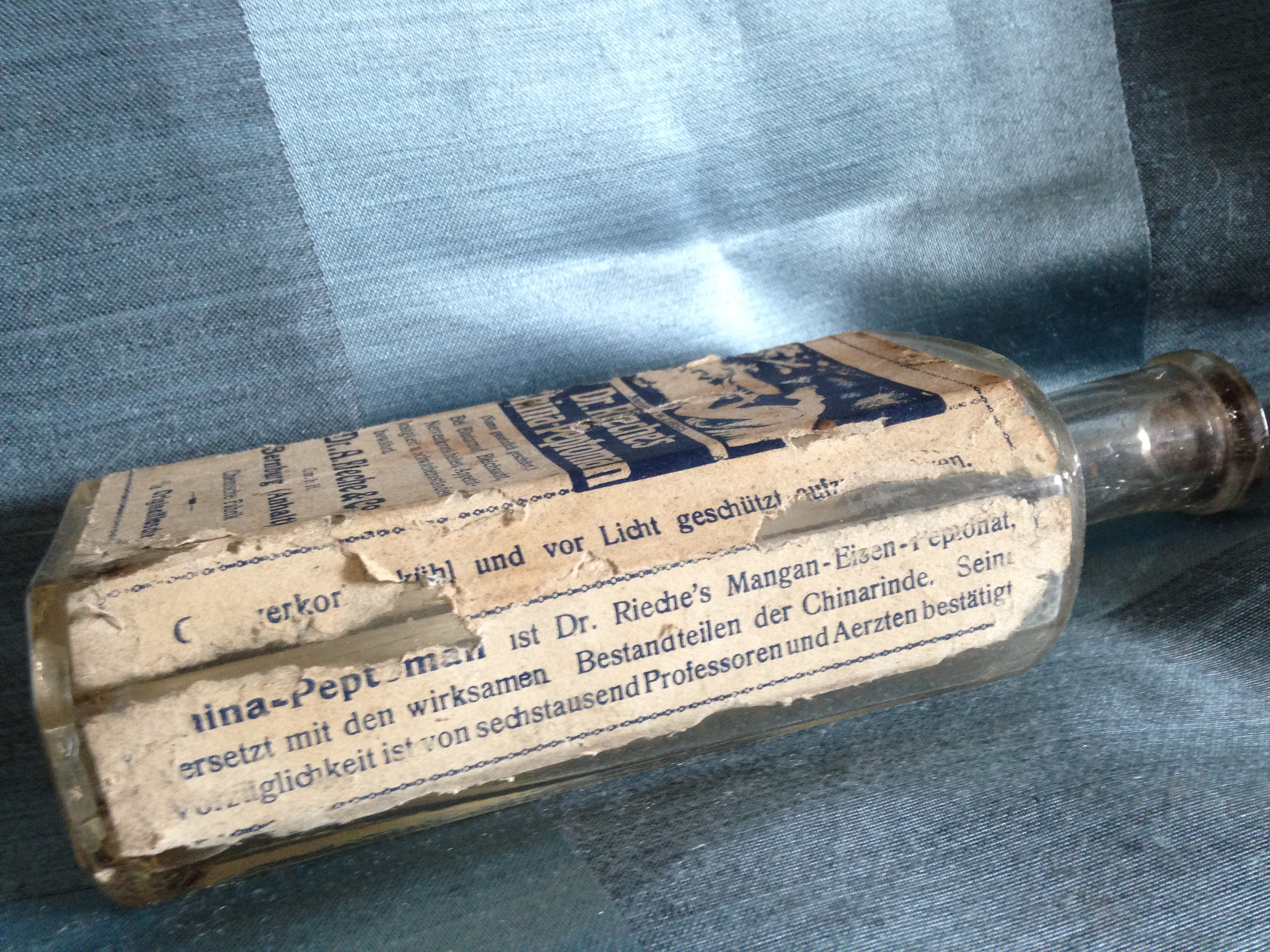
Dr. Rieche's China-Peptoman (Flasche, Seite 2)

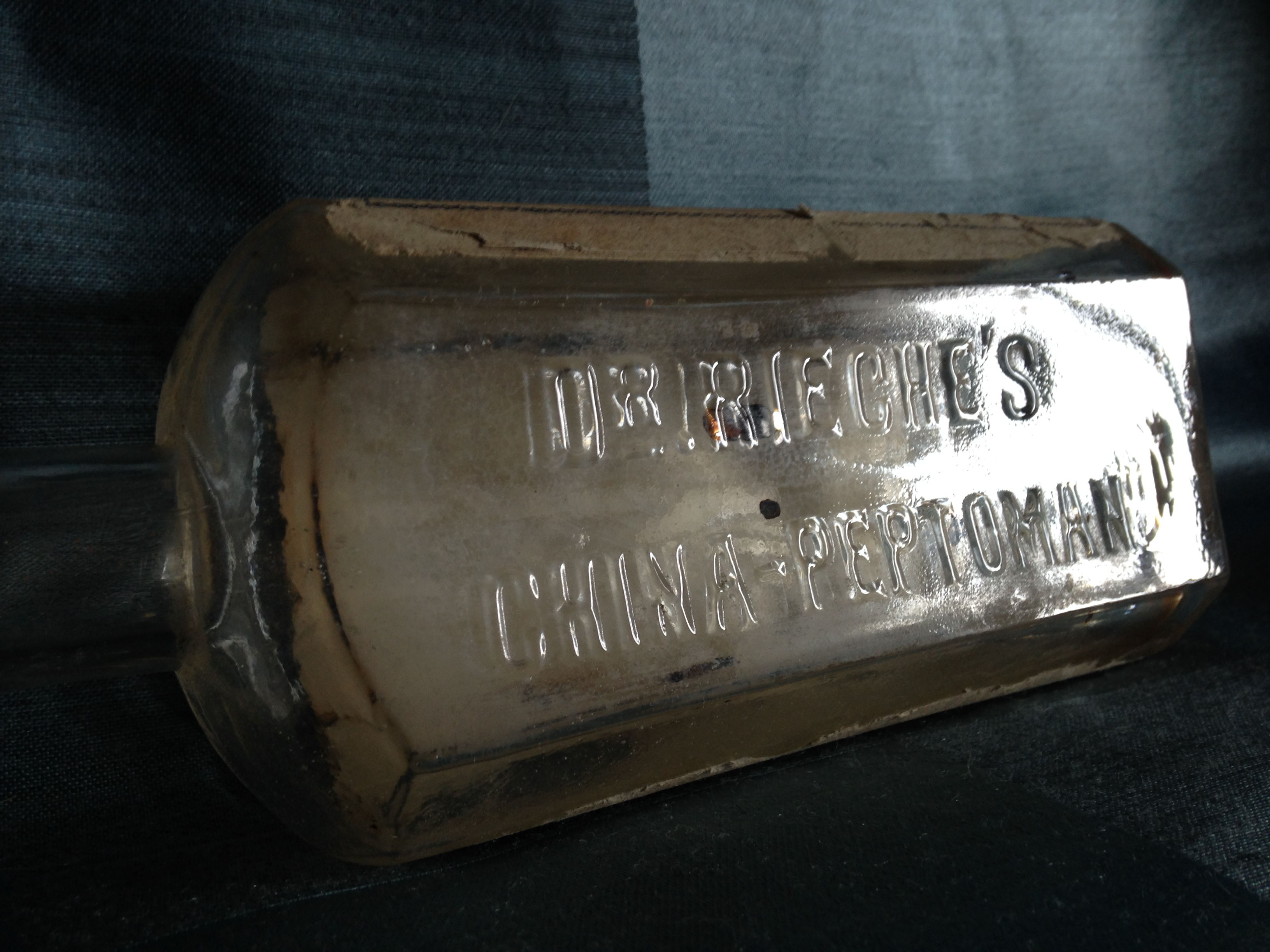
Dr. Rieche's China-Peptoman (Flasche, Seite 3)

Die Produkte des Unternehmens orientierten sich seit seiner Gründung kurz nach 1900 am Marktbedarf von Apotheken. Dies war eine hohe Zeit der Zuckerforschung, in der beispielsweise Emil Fischer für seine grundlegenden Arbeiten zur Zuckerchemie im Jahre 1902 mit dem Nobelpreis geehrt und 1904 das Institut für Zuckerindustrie zusammen mit dem Zucker-Museum in Berlin einen eigenen Neubau bekam. Wissenschaftlich und wirtschaftlich gelangten zugleich die Peptide und Proteine (Eiweiße) sowie deren Anwendungen als Gesundheitsmittel in den Fokus des jungen Apothekers und Chemikers Alfred Rieche. Er entwickelte und erzeugte sein Produkt Peptoman Rieche, das er deutschlandweit vertrieb, mit dem diese neugegründete chemisch-pharmazeutische Fabrik „Dr. A. Rieche & Co. GmbH“ bald über die Region hinaus bekannt wurde.
„Peptoman Rieche“ wurde in drei verschiedenen Rezepturen hergestellt und ausgeliefert: Peptoman, China-Peptoman und Arsen-Peptoman.
Unter der Verantwortung von Walter Rieche konnte das von seinem Vater solide geführte Unternehmen seinen guten Ruf in der Region zwischen Magdeburg und Halle / Leipzig sowie auch weit darüber hinaus nachhaltig festigen. Dies zeigt eine von Dirk Dreyer in einer alten Hausapotheke in Boppard am Mittelrhein aufgefundene ca. 100-jährige Peptoman-Originalflasche, die seit 2019 im Besitz von Werner Kriesel in Leipzig ist.

Diese Flaschen mit spezieller Prägung des Firmennamens im Glas trugen in der Zeit um den Ersten Weltkrieg auf dem Etikett folgende Aufschrift:
Dr. Rieche’s China – Peptoman
(Name gesetzlich geschützt)
Bei Blutarmut, Bleichsucht, Nervenkrankheiten, Appetitlosigkeit u. Schwächezuständen bewährt.
An der Seite der Flaschen war auf dem Etikett ein Werbetext angebracht:
China-Peptoman ist Dr. Rieche’s Mangan-Eisen-Peptomat, versetzt mit den wirksamen Bestandteilen der Chinarinde. Seine Vorzüglichkeit ist von sechstausend Professoren und Aerzten bestätigt.
Nach dem Zweiten Weltkrieg war der Bedarf an Rekonvaleszenz-Mitteln relativ hoch. Rieche produzierte daher in seinem weiterhin privaten Unternehmen sein entsprechendes Präparat unter der traditionellen Bezeichnung „Peptoman Rieche“, mit dem diese Chemische Fabrik „Dr. A. Rieche & Co. GmbH“ ihre Traditionslinie aufgebaut hatte und erfolgreich fortsetzte.
Weiterhin stellte Rieche mit seiner Fabrik auch Nasentropfen unter der Bezeichnung „Rhinosan“ her. Für den Eigenbedarf seiner Produktion sowie für die regionalen Apotheken, die damals noch sehr viele Präparate selbst herstellten, erzeugte er destilliertes Wasser in Sterilqualität für medizinische Zwecke nach dem Verdampfungsverfahren. Er unterhielt auch ein größeres Glaslager für seinen Eigenbedarf und für den Vertrieb medizinischer Gläser und Flaschen an Apotheken und Krankenhäuser.
Das traditionsreiche Unternehmen fiel 1972 ohne Entschädigung einer Enteignungswelle in der DDR zum Opfer. Nach der deutschen Wiedervereinigung bot die Treuhandanstalt den Erben lediglich die Möglichkeit zum Rückkauf der Immobilien an, die auch hinsichtlich des Wohnhauses wahrgenommen wurde. Die veralteten Fabrikanlagen wurden später rückgebaut, und das ehemalige Fabrikgelände wurde für Garagenbauten genutzt.